# Jezioro Gostomińskie
Jezioro Gostomińskie – jezioro w północno-zachodniej Polsce, położone w gminie Radowo Małe, w powiecie łobeskim, w województwie zachodniopomorskim, na obszarze Wysoczyzny Łobeskiej.
Powierzchnia zbiornika wynosi 2,16 ha. Około 0,6 km na wschód od akwenu leży wieś Gostomin. Jezioro Gostomińskie znajduje się w zlewni strugi Gostominki.